# 拜爾巴赫巴赫河

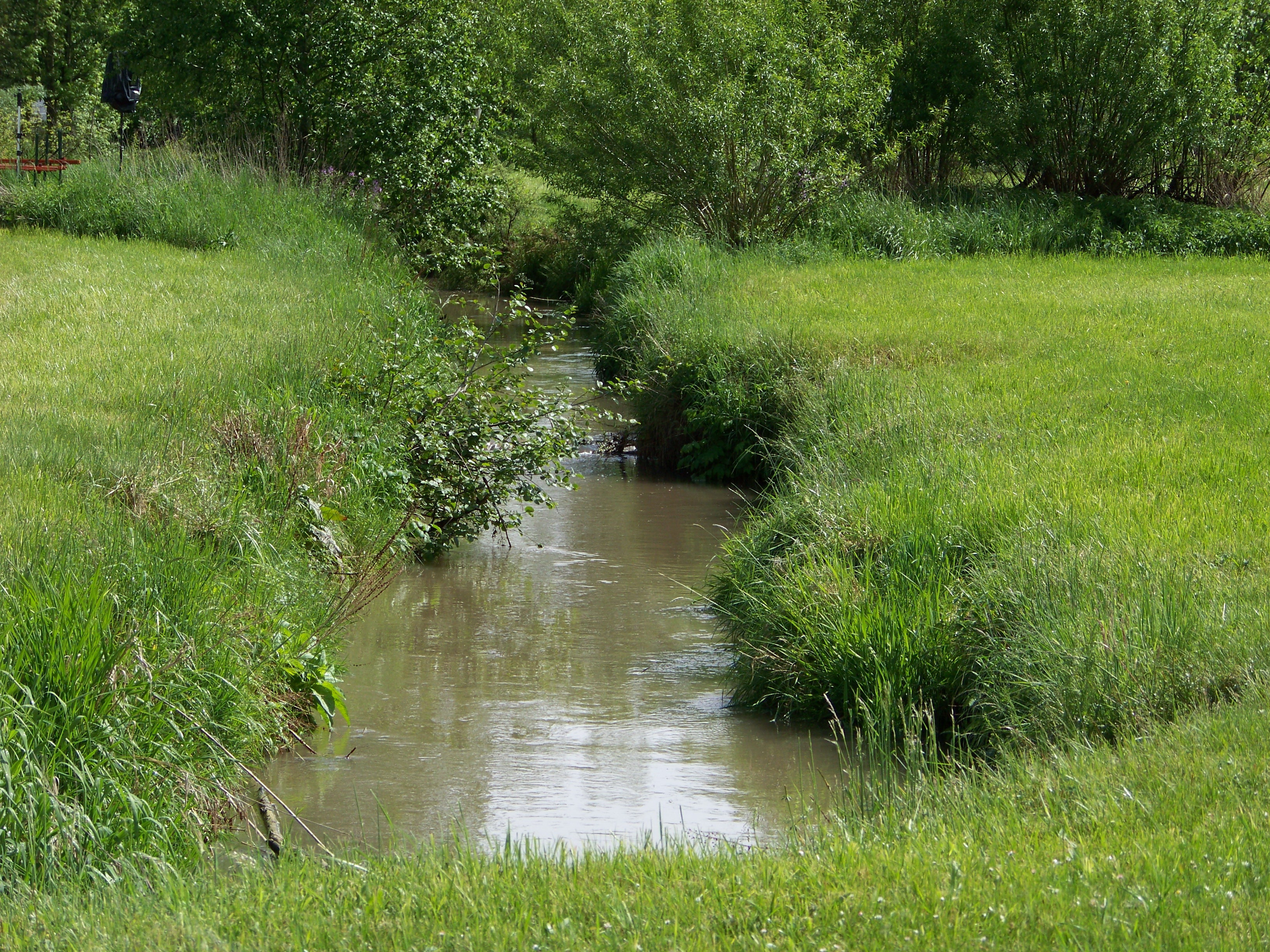

48°48′18″N 12°18′54″E / 48.805047648679775°N 12.314906679792784°E
拜爾巴赫巴赫河（德語：Bayerbacher Bach），是德國的河流，位於該國東南部，由巴伐利亞負責管轄，屬於小拉伯河的支流，河道全長16.4公里，流域面積75.1平方公里。